# Генрі Менкен
Генрі Луїс Менкен (англ. Mencken; 12 вересня 1880 — 29 січня 1956) — американський журналіст, есеїст, сатирик, культурний критик і дослідник американської англійської мови. Він широко коментував соціум, літературу, музику, видатних політиків та сучасні політичні рухи. Його сатиричний репортаж про Судовий розгляд, який він назвав «Судом мавп», приніс йому славу.
Як науковець, Менкен відомий своєю роботою The American Language («Американська мова»), багатотомним дослідженням того, як у Сполучених Штатах говорять англійською. Як шанувальник німецького філософа Фрідріха Ніцше, він був відвертим противником організованої релігії, теїзму, популізму та представницької демократії – останню він розглядав як систему домінування нижчих людей над вищими од них. Менкен був прихильником наукового прогресу і критикував остеопатію та мануальну терапію. Він також був відкритим критиком економічної теорії.
Менкен виступав проти вступу Америки як у Першу, так і у Другу світові війни. Певну термінологію у його приватному щоденнику деякі дослідники описують як расистську та антисемітську, хоча інші заперечували такій характеристиці. Його ставлення до афроамериканців відображало консервативний патерналізм його епохи; а стосовно антисемітизму його захисники писали: «той вид антисемітизму, який фігурує в приватному щоденнику Менкена, можна знайти деінде: наприклад, у ранніх листах Елеонори Рузвельт та Адлая Стівенсона». Він виявляв деякий ентузіазм до мілітаризму, але ніколи — до американської форми мілітаризму. «Війна — це добре, — писав він одного разу, — бо вона чесна і визнає центральний факт людської натури…. Нація, яка задовго дотримується миру, стає чимось на кшталт гігантської старої діви».
Будинок, де він довго жив у районі Юніон-сквер у Західному Балтиморі був перетворений на міський музей, «Дім Г. Л. Менкена». Його статті ширились різними міськими та університетськими бібліотеками, найбільша колекція зберігалася у Кімнаті Менкена при центральному відділенні Вільної Бібліотеки Еноха Пратта в Балтиморі.

## Раннє життя
Менкен народився у Балтиморі, штат Меріленд, 12 вересня 1880 року. Він був сином Анни Маргарет (Абхау) та Августа Менкена-старшого, власника сигарної фабрики. Він мав німецьке походження і у дитинстві розмовляв німецькою мовою. Коли Генрі було три, його сім'я переїхала в новий будинок на вулиці Холлінз, що виходила на парк Юніон-сквер в районі старого Західного Балтимора. Окрім п'яти років подружнього життя, Менкен жив у цьому будинку до кінця свого життя.
Коли йому було дев'ять років, він прочитав книгу Марка Твена «Гекльберрі Фін», яку згодом описав як «найдивовижнішу подію в моєму житті». Він вирішив стати письменником і завзято читав книжки. За одну зиму, перебуваючи в середній школі, він прочитав Вільяма Мейкпіса Теккерея, а потім «відправився назад до Аддісона, Стіла, Попи, Свіфта, Джонсона та інших величних вісімнадцятого століття». Він прочитав всього Шекспіра і став затятим шанувальником Редьярда Кіплінга і Томаса Гакслі. Менкен також мав практичні інтереси, зокрема фотографію та хімію, і врешті-решт зробив домашню хімічну лабораторію, в якій проводив власні експерименти, у тому числі небезпечні.
Початкову освіту він розпочав у середині 1880-х років у Школі Професора Кнаппа на східній стороні Холлідей-стріт. У 15-річному віці, у червні 1896 року, він закінчив університет Політехнічний Інститут Балтимора, на той час математичну, технічну та науково-орієнтовану державну середню школу, призначену лише для хлопців.
Три роки пропрацював на сигарній фабриці батька. Він не любив роботу, особливо аспект пов'язаний з продажами, і тому вирішив піти. На початку 1898 року він взяв курс письма в Університеті Космополітен. Це стало усією формальною освітою, що Менкен отримав з журналістики. Після смерті батька через кілька днів після Різдва того ж року бізнес перейшов до його дядька, і Менкен зміг продовжувати свою журналістську кар'єру. У лютому 1899 року він подав заяву в газету «Морнінг Геральд» (з 1900 року — «Балтимор Морнінг Геральд») і був прийнятий на роботу за сумісництвом, але зберігав свою посаду на заводі ще кілька місяців. У червні його прийняли штатним репортером.
Менкен працював репортером у «Геральді» шість років. Не минуло і двох з половиною років після Великої пожежі в Балтиморі, як газета була придбана у червні 1906 р. Чарльзом Х. Гресті, власником і редактором «The News» з 1892 р., та конкуруючим власником і видавцем, генералом Феліксом Агнусом, із найстарішим у місті (з 1773 р.) та найбільшим щоденним виданням «Американський Балтимор». Вони розділили між собою персонал, активи та ресурси The Herald. Менкен став працювати на Чарльза Х. Гресті у «Балтиморському сонці». Він продовжував працювати над «Сонцем», «Вечірнім сонцем» (засновано в 1910 році) та «Недільним сонцем» до 1948 року, коли він припинив писати після інсульту .
Менкен почав писати редакційні та авторські статті, які зробили йому ім'я у «The Sun». Окрім того, він писав оповідання, один роман і навіть вірші, які згодом показав публіці. У 1908 році він став літературним критиком журналу «The Smart Set», а у 1924 році вони разом із Джорджем Джином Натаном заснували та стали редакторами «Американського Меркурія», що видавав Альфред А. Нопф . Незабаром, Меркурій став загальнонаціональним виданням, до того ж надзвичайно впливовим в університетських містечках по всій Америці. У 1933 році Менкен подав у відставку з посади редактора.

## Переконання
Як редактора Менкен став близьким другом багатьом провідним літературними діячами свого часу, зокрема Теодором Драйзером, Ф. Скоттом Фіцджеральдом, Джозефом Хергесхаймером, Анітою Лоос, Бен-Гехтом, Сінклером Льюїсом, Джеймсом Бранчем Кабеллом і Альфредом Нопфом, а також став наставником кількох молодих репортерів, включно з Алістером Куком. Він також виступав за художників, роботи яких він вважав гідними. Наприклад, він стверджував, що такі книги, як «Впійманий короткий!», «Сага про Волаючу Волл-стріт» (1929) Едді Кантора (справжній автор — Девід Фрідман) зробила більше для виведення Америки з Великої депресії, ніж усі урядові заходи разом узяті. Він також був наставником Джона Фанте. Томас Харт Бентон проілюстрував видання книги Менкена «Європа після 8:15».
Менкен також опублікував багато робіт під різними псевдонімами, серед яких Оуен Гаттерас, Джон Х Браунелл, Вільям Дрейхем, WLD Белл та Чарльз Ангофф. Як літеатурний раб для лікаря Леонарда К. Гіршберга, він написав низку статей і, у 1910 році, більшу частину книги про догляд за немовлятами.
Менкен захоплювався німецьким філософом Фрідріхом Ніцше (він був першим письменником, який написав науковий аналіз поглядів і праць Ніцше англійською мовою) та Йозефом Конрадом. Своїм гумором та сатирою він завдячував Амброзу Бірсу та Марку Твену. Менкен наполегливо захищав Драйзера, незважаючи на те, що він визнавав його ндоліки (зокрема прямо заявив, що Драйзер часто погано писав і був легковірним чоловіком). Менкен також висловив свою вдячність Вільяму Грэму Самнеру у збірці есеїв Самнера 1941 року і пошкодував, що ніколи не знав Самнера особисто. Напротиваги цьому, німецького філософа Ганса Вайгінгера Менкен в'їдливо критикував, назваючи його «надзвичайно нудним автором», а знамениту книгу «Філософія 'Як ніби'» він відкинув як неважливу «замітку на полях до всіх існуючих систем».
Менкен рекомендував до друку перший роман філософа і автора Айн Ренд «Ми живі» і назвав його «справді виконаним на відмінно твором». Незабаром після цього Ренд у листуванні звернувся до нього як до «найбільшого представника філософії», якій вона хотіла присвятити своє життя, «індивідуалізму», а згодом назвала його своїм улюбленим колумністом.

## Погляди

### Раса та елітизм
На додаток до ідентифікації рас з кастами, Менкен мав власний погляд на вищих індивідуумів у суспільстві. Він вважав, що кожна громада породжує лише невелику кількість людей з явною перевагою. Він розглядав угруповання нарівні з ієрархіями, що привело його до певного різновиду природної елітарності та природної аристократії. «Вищі» особи, на думку Менкена, були тими, хто був несправедливо пригноблений і зневажений їхніми власними громадами, але тим не менше відрізнявся своєю волею та особистими досягненнями, а не расою чи народженням.

### Демократія
Демократія надає [канонізованій посередності] певний вигляд об'єктивної та доказової істини. Чоловік з натовпу, функціонуючи як громадянин, відчуває, ніби він справді важливий для світу — що він справді керує ситуацією. З його розпачливого випасання поголів'я фіглярів та пройдисвітів у нього з'являється відчуття величезної таємничої сили — саме це робить архієпископів, сержантів поліції, великих гоблінів Ку-клукс-клану та інших подібних високостей щасливими. І з цього також випливає переконання, що він, якимось чином, такий мудрий, що його погляди сприймаються серйозно тими, хто його перевершив — саме це робить щасливими сенаторів США, ворожок та молодих інтелектуалів. Нарешті, з цього виходить сяюча свідомість триумфально виконаного високого обов'язку, що робить щасливими шибеників та чоловіків.Оригінальний текст (англ.)
Democracy gives [the beatification of mediocrity] a certain appearance of objective and demonstrable truth. The mob man, functioning as citizen, gets a feeling that he is really important to the world—that he is genuinely running things. Out of his maudlin herding after rogues and mountebanks there comes to him a sense of vast and mysterious power—which is what makes archbishops, police sergeants, the grand goblins of the Ku Klux Klan and other such magnificoes happy. And out of it there comes, too, a conviction that he is somehow wise, that his views are taken seriously by his betters—which is what makes United States Senators, fortune tellers and Young Intellectuals happy. Finally, there comes out of it a glowing consciousness of a high duty triumphantly done which is what makes hangmen and husbands happy.

Ця точка зору цілком відповідає відразі Менкена до загальноприйнятних уявлень, та філософському світогляду, який він не соромлячись викладав протягом свого письменницької кар'єри (спираючись, серед інших, на твори Фрідріха Ніцше та Герберта Спенсера).
Менкен писав про те, які труднощі долають хороші люди на шляху до державної посади, коли такі кампанії необхідно проводити віддалено:

Чим більше натовп, тим складніше іспит. У невеликих районах перед вузьким електоратом іноді пробивається першокласна людина, що силою своєї особистості носить на собі навіть цілий натовп. Але коли поле є загальнонаціональним, і боротьба повинна вестись головним чином через другі та треті руки, і сила особистості не може так легко давати про себе знати, тоді всі шанси є у людини, по суті, найбіднішої та посередньої — Людина, який найлегше вміло розпорошити уявлення про те, що його розум — це, фігурально, майже вакуум. Президентом, як правило, з року в рік стають такі люди. У міру вдосконалення демократії офіс все більше і більше представляє внутрішню душу людей. Ми рухаємось до цього високого ідеалу. У якийсь великий і славний день прості люди з народу досягнуть свого бажання, і, врешті-решт, Білий Дім прикрасить собою відвертий дебіл.Оригінальний текст (англ.)
The larger the mob, the harder the test. In small areas, before small electorates, a first-rate man occasionally fights his way through, carrying even the mob with him by force of his personality. But when the field is nationwide, and the fight must be waged chiefly at second and third hand, and the force of personality cannot so readily make itself felt, then all the odds are on the man who is, intrinsically, the most devious and mediocre—the man who can most easily adeptly disperse the notion that his mind is a virtual vacuum. The Presidency tends, year by year, to go to such men. As democracy is perfected, the office represents, more and more closely, the inner soul of the people. We move toward a lofty ideal. On some great and glorious day the plain folks of the land will reach their heart's desire at last, and the White House will be adorned by a downright moron.

### Про наслідки Американської революції та неефективність демократичного уряду
Політичні революції часто не досягають нічого справді цінного; їхній єдиний безсумнівний ефект полягає в тому, що вони просто виганяють одну банду злодіїв і ставлять іншу. …. Навіть американські колонії мало що здобули від свого повстання 1776 року. Протягом двадцяти п'яти років після революції вони перебували в набагато гіршому стані як вільні держави, ніж були б колоніями. Їхній уряд був дорожчим, неефективнішим, нечеснішим і тиранічнішим. Лише поступовий матеріальний прогрес країни врятував їх від голоду і краху, і цей матеріальний прогрес був зумовлений не чеснотами їхнього нового уряду, а щедрістю природи. Під британським пануванням вони жили б так само, а можливо, й набагато краще.